# Barrage de Pinet
Pour les articles homonymes, voir Pinet (homonymie).
Le barrage de Pinet, ou du Pinet, est un barrage français du Massif central, situé sur le Tarn dans le département de l'Aveyron, en région Occitanie.

## Localisation
Le barrage de Pinet se situe dans les Raspes du Tarn, entre les communes de Saint-Victor-et-Melvieu (en rive gauche) et Viala-du-Tarn (en rive droite), au niveau du village de Pinet, dans le sud du département de l'Aveyron, immédiatement à l'aval de la confluence entre le ruisseau de Lavandou et le Tarn. De l'amont vers l'aval, c'est le premier barrage sur le Tarn, en amont du barrage du Truel.

## Histoire
Les travaux préparatoires ont commencé dès 1924. À dix-huit kilomètres de la plus proche voie ferrée, le site du chantier étant peu accessible au fond de gorges profondes de 300 mètres, une route spécifique a été construite en rive gauche. Le barrage a été édifié par la Société du Rouergue entre 1926 et 1929 et mis en service en 1929 pour produire de l'énergie hydroélectrique.
Il a vécu de nombreuses crues du Tarn mais en novembre 1982, la crue fut si importante (2 800 m3/s) — il s'agit de la crue centennale du Tarn au XXe siècle —, que le débit maximal d'évacuation du barrage de l'époque (3 500 m3/s) ne suffisait plus. Les 18 vannes levantes longues chacune de 6,50 mètres ont ensuite été détruites pour laisser place à trois clapets de surface, d'une longueur de 40,26 mètres, larges de 8 mètres et pesant chacun 104 tonnes, permettant une évacuation de 4 400 m3/s en cas de crue millénale. Ce chantier qui a permis la réfection du pont-route, s'est déroulé entre 1987 et 1990.
En 2015, un rapport indique qu'un redimensionnement de ces évacuateurs de crues « est pressenti » par EDF à la suite d'études entérinant « l’augmentation des débits des crues millénales » du Tarn.
L'exploitation du site de Pinet a été concédée à EDF en 2006.

## Caractéristiques

Carte du complexe hydroélectrique du Lévézou, avec Pinet en bas à droite.

Le barrage de Pinet est un barrage poids en béton établi sur le cours du Tarn. Ses principales caractéristiques sont les suivantes, : 
- Hauteur (par rapport au lit du cours d'eau) : 41,1 m
- Hauteur (par rapport aux fondations) : 45,1 m
- Volume du barrage : 87 500 m3
- Épaisseur en pied : 39 m
- Épaisseur en crête : 1,70 m
- Longueur en crête : 175 m
- Altitude de la crête : 323 m
- Débit d'évacuation : 4 400 m3/s
- Évacuation : 3 clapets de surface.

L'usine de Pinet (ou de Mas du Landès), située à 600 mètres en aval du barrage (400 mètres vers l'ouest à vol d'oiseau), fonctionne en marche télé-programmée depuis Toulouse et est équipée de cinq turbines Francis pour une puissance installée totale de 40 mégawatts, actionnées par une chute d'eau de 36 mètres.

## Retenue
À une altitude de 319 mètres, sa retenue, le lac de Pinet, est longue d'environ douze kilomètres et s'étend sur 109 hectares. Située dans des gorges resserrées appelées Raspes, sa largeur n'excède pas 200 mètres pour une profondeur maximale de 40 mètres.
La retenue draine un bassin versant de 2 677 km2 et baigne les communes entre lesquelles est érigé le barrage, Saint-Victor-et-Melvieu et Viala-du-Tarn, ainsi qu'une autre en amont : Saint-Rome-de-Tarn. En dehors du Tarn, elle est également alimentée par une vingtaine de ruisseaux, parmi lesquels ceux del Capou, de Combamen, de Lavandou, de Lévéjac, de Prat Long, des Raspes, de Rebouisses et de la Valade.
Le volume total de la retenue est de 10,4 millions de mètres cubes. Une base nautique y a été implantée en aval du bourg de Saint-Rome-de-Tarn.
Sa faune piscicole se compose notamment de brochets, carpes, perches, poissons blancs, sandres et silures,.

## Photothèque

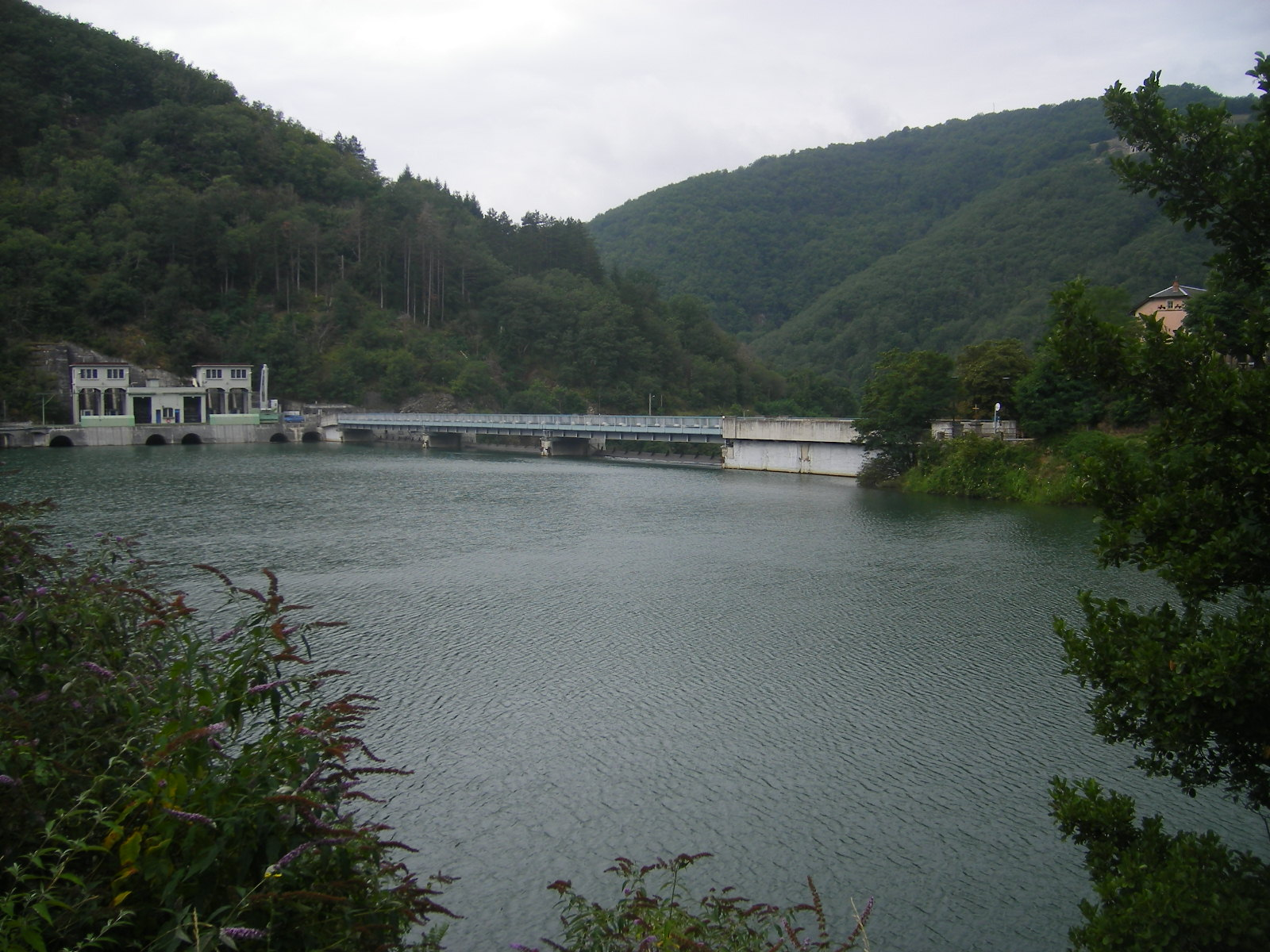
Le barrage vu depuis l'amont.
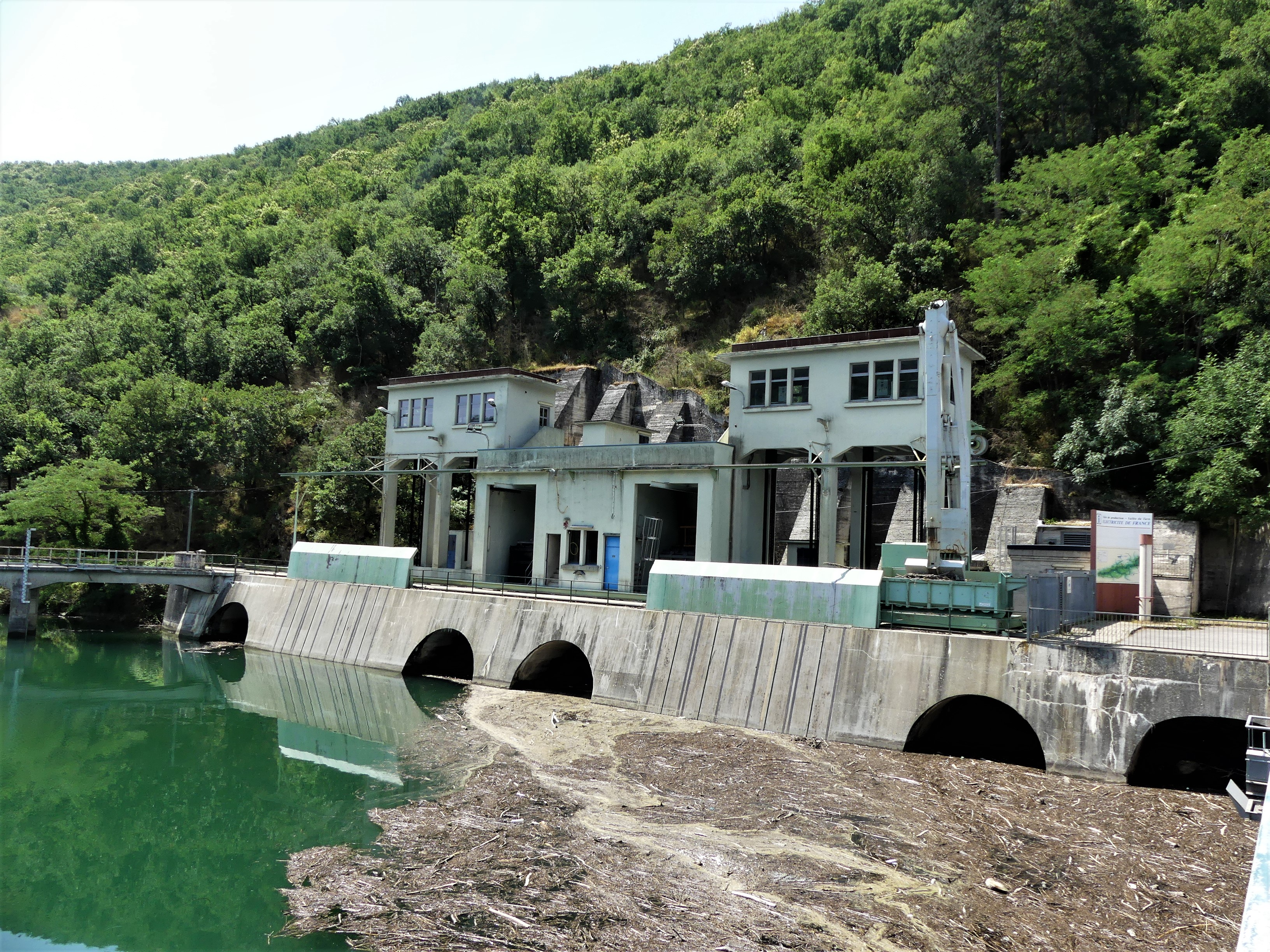
Les prises d'eau vers la centrale.
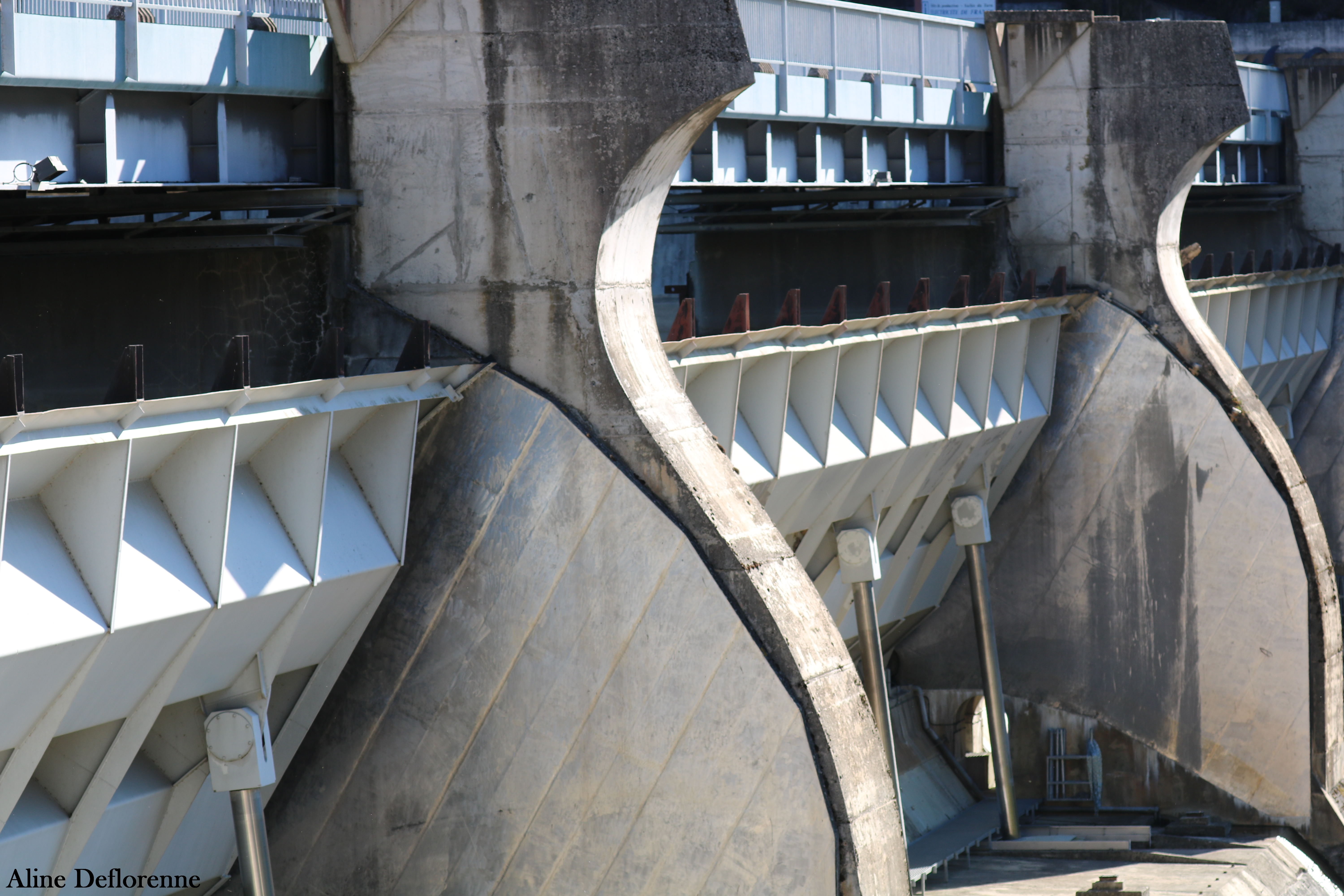
Détail du barrage.
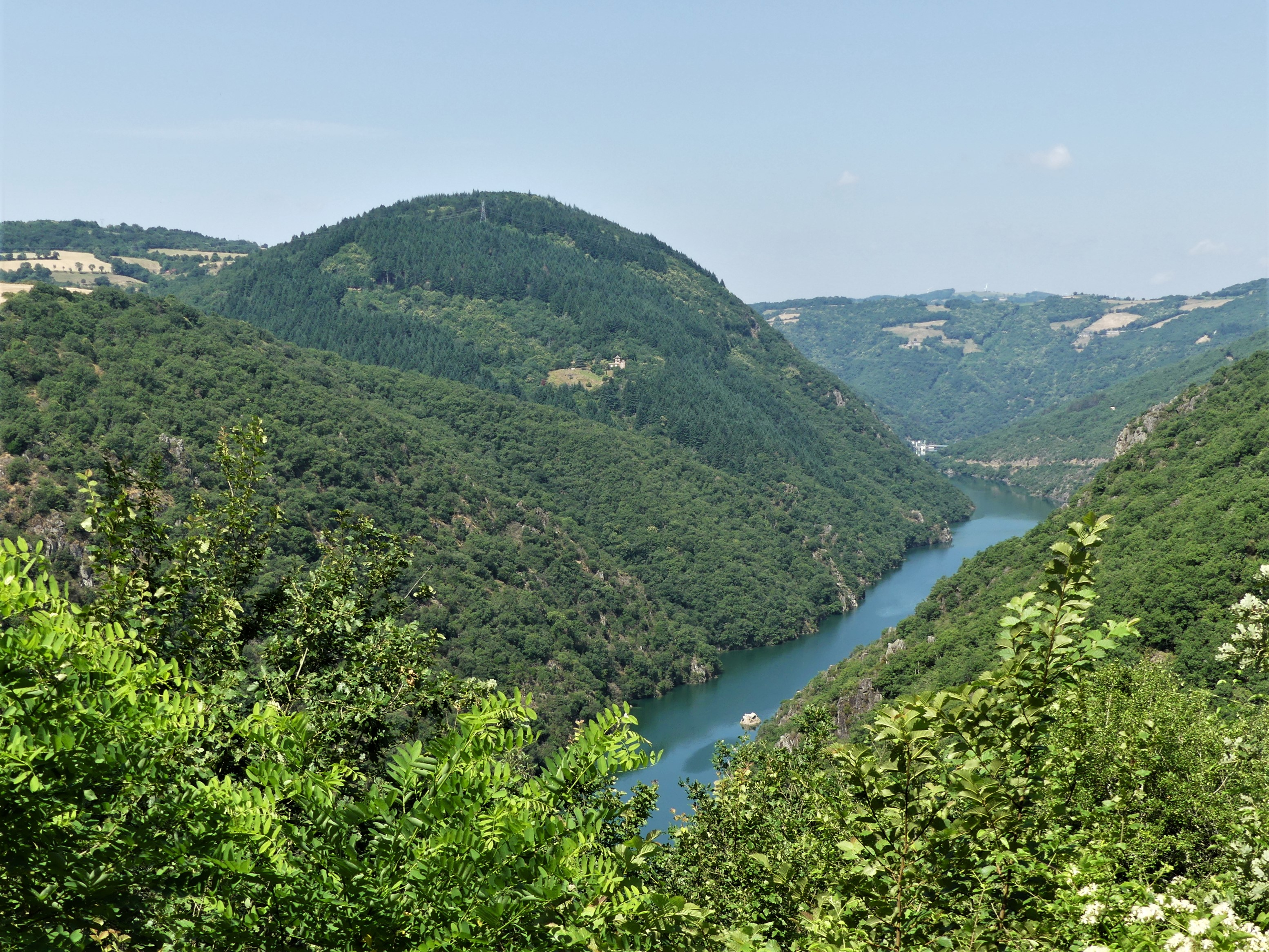
La retenue de Pinet dans les Raspes.
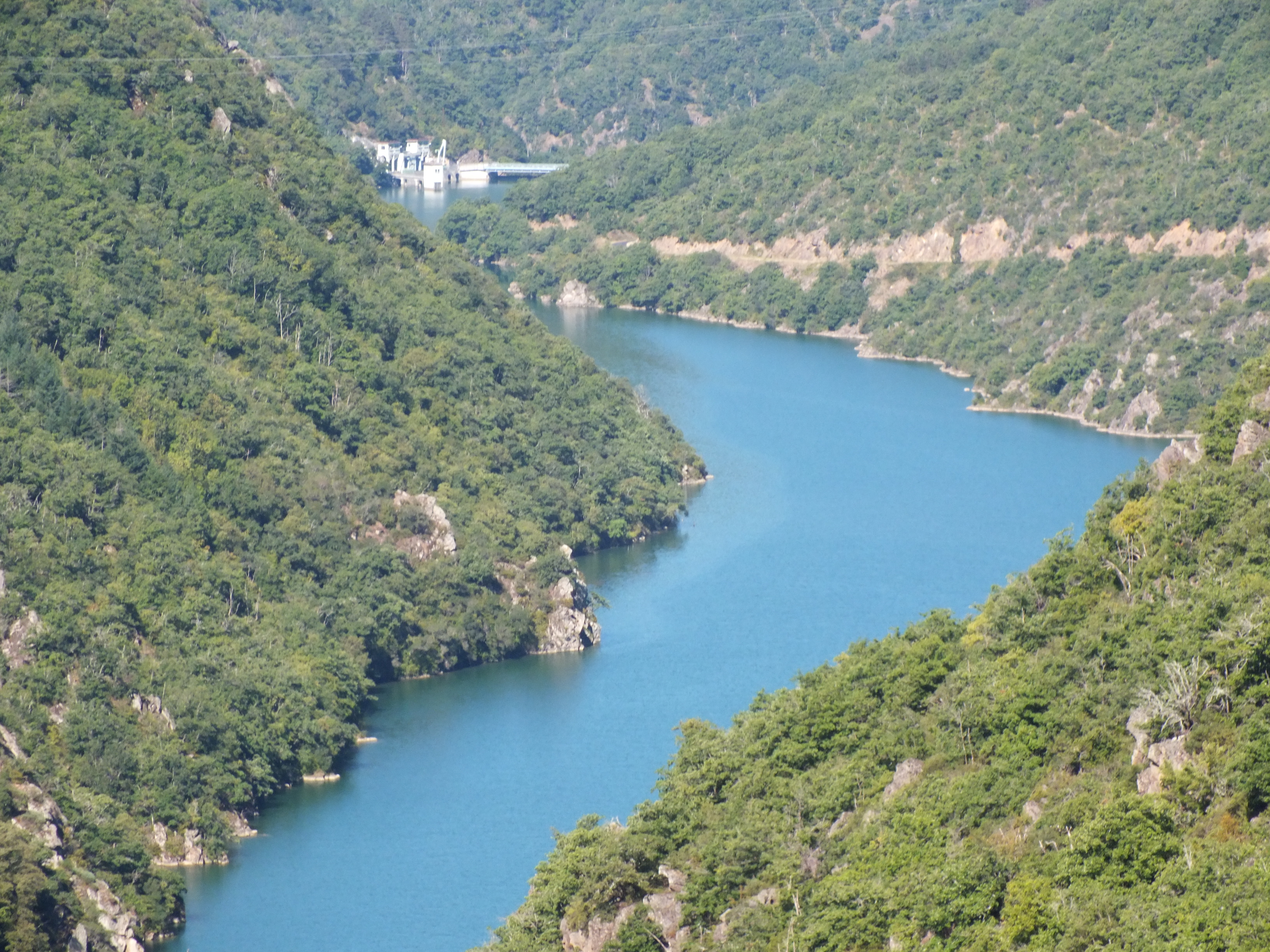
Vue plus rapprochée du même site, avec le barrage au fond.
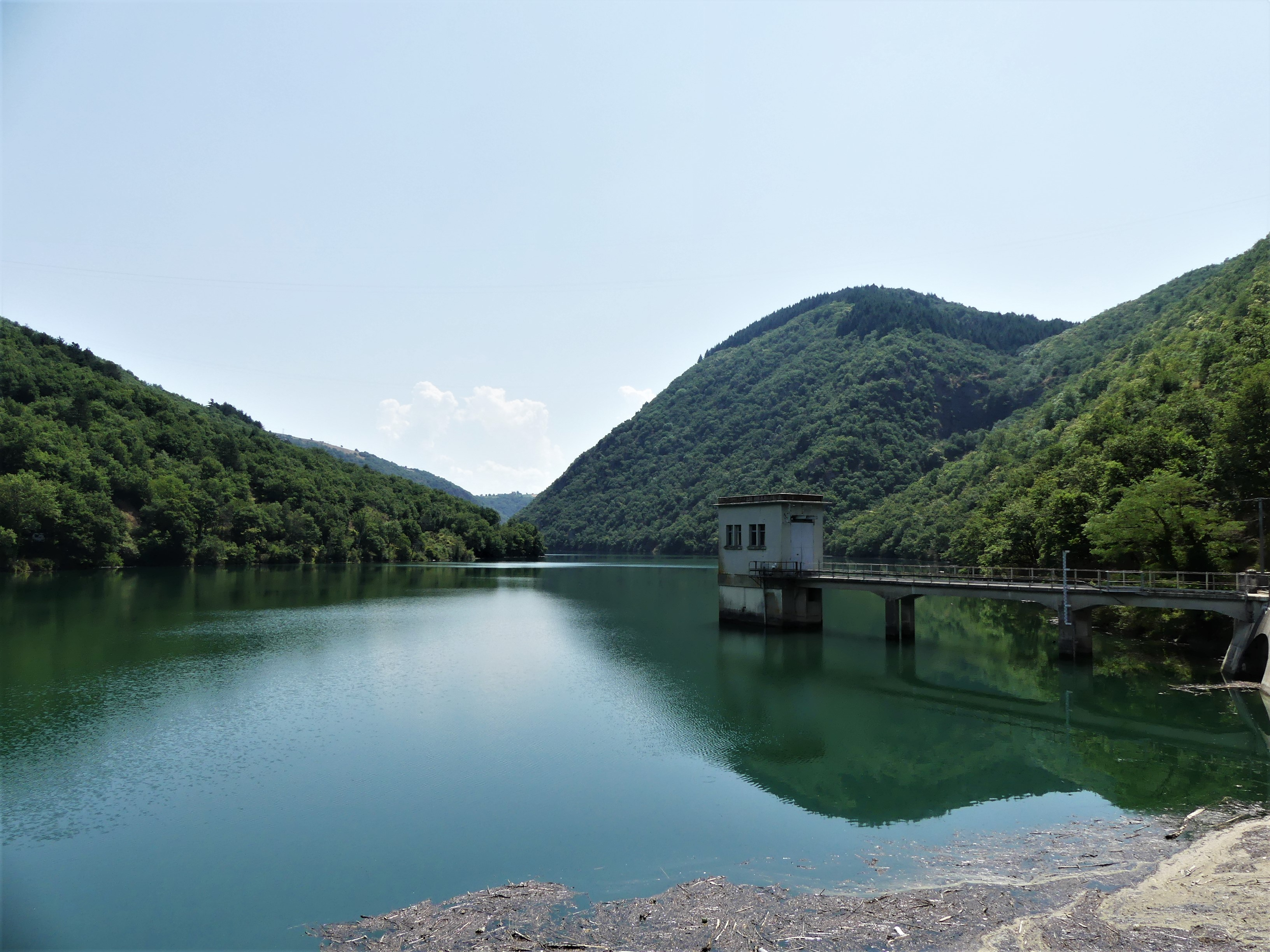
La retenue vue depuis le barrage.